# Giacomo Moro
Giacomo Moro   (Viadana, 1581 (Gregorià) - 1610) fou un compositor i religiós servent de Maria.
De Moro es coneixen: Canzonette allà napolitana (Venècia, 1581); Motetti, Magnificat e falsi borboni a 1.2.3.4.6. ed 8 voci; Messe a otto voci, Letanie ed Canzoni a 4 voci (Venècia, 1604); i Il primo libro de madrigali a 5 voci (Venècia, 1613).